# ロッド・パラド
ロッド・パラド（Rod Paradot, 1996年4月4日 - ）は、フランスの俳優。セーヌ＝サン＝ドニ県スタン出身。

## 略歴
1996年4月4日フランス・パリ郊外の北、セーヌ＝サン＝ドニ県スタン生まれ。リセの職業訓練課程で木工職人になるための技術を学んでいたところを『太陽のめざめ』の主人公の少年　マロニー役を探していたスタッフにスカウトされオーディションを受け、その座を射止める。『太陽のめざめ』は第68回カンヌ国際映画祭のオープニングを飾り、エマニュエル・ベルコ監督はじめカトリーヌ・ドヌーヴやブノワ・マジメル、サラ・フォレスティエら共演の実力派俳優とともにレッドカーペットに登場。マロニー役のフレッシュな魅力で、新世代スターの誕生、リヴァー・フェニックスの再来、と話題を呼んだと報道された。
『太陽のめざめ』の演技が高く評価され、2016年 セザール賞有望男優賞、リュミエール賞 有望若手男優賞を受賞した。
2016年6月にはクリス・ヴァン・アッシュによりディオール・オムの2016-2017秋冬コレクションキャンペーン・モデルのひとりに選ばれた。

## フィルモグラフィー
長編
| 公開年 | 邦題 原題                      | 役名     | 備考                                                       |
| ------ | ------------------------------ | -------- | ---------------------------------------------------------- |
| 2015   | 『太陽のめざめ』 La Tête haute | マロニー | セザール賞 有望男優賞受賞、リュミエール賞 最優秀新人男優賞 |

短編
| 公開年 | 邦題 原題 | 役名 | 備考               |
| ------ | --------- | ---- | ------------------ |
| 2016   | Campers   |      | Laurent Barthélémy |
| 2016   | Arborg    |      | Antoine Delelis    |